# Liste von Kraftwerken in Mexiko
Die Kraftwerke in Mexiko werden sowohl auf einer Karte als auch in Tabellen (mit Kennzahlen) dargestellt. Die Liste ist nicht vollständig.

## Installierte Leistung und Jahreserzeugung
Im Jahre 2011 lag Mexiko bzgl. der jährlichen Erzeugung mit 277,6 TWh an Stelle 14 und bzgl. der installierten Leistung mit 61.510 MW an Stelle 17 in der Welt, 2016 wurde eine elektrische Energie von 302,7 TWh bereitgestellt (Platz 13 in der Elektrizitätsproduktion), 2019 waren es 327,97 TWh, davon 26,6 % aus CO2-armen Quellen, wobei hier neben den erneuerbaren auch nukleare und effiziente Kraft-Wärme-Kopplung mitgerechnet wurden.
| Aguamilpa |

| Altamira III-IV |

| Altamira V |

| Carbon I |

| Carbon II |

| Cerro Prieto |

| Chicoasén |

| El Cajón |

| El Caracol |

| Eurus |

| Huites |

| Infiernillo |

| La Angostura |

| La Rosita |

| La Yesca |

| Laguna Verde |

| Malpaso |

| Monterrey III |

| Peñitas |

| Petacalco |

| Tamazunchale |

| Tuxpan III-IV |

| Zimapán |

## Geothermiekraftwerke
| Name des Kraftwerks | Inst. Leistung (MW) | Status     |
| ------------------- | ------------------- | ---------- |
| Cerro Prieto        | 570                 | in Betrieb |

## Kalorische Kraftwerke
| Name des Kraftwerks | Inst. Leistung (MW) | Brennstoff | Status     |
| ------------------- | ------------------- | ---------- | ---------- |
| Altamira III-IV     | 1.036               | Erdgas     | in Betrieb |
| Altamira V          | 1.121               | Erdgas     | in Betrieb |
| Carbon I            | 1.200               | Kohle      | in Betrieb |
| Carbon II           | 1.400               | Kohle      | in Betrieb |
| La Rosita           | 1.060               | Erdgas     | in Betrieb |
| Monterrey III       | 1.000               | Erdgas     | in Betrieb |
| Petacalco           | 2.100               | Kohle      | in Betrieb |
| Tamazunchale        | 1.135               | Erdgas     | in Betrieb |
| Tuxpan III-IV       | 983                 | Erdgas     | in Betrieb |

## Kernkraftwerke
| Name des Kraftwerks | Inst. Leistung (MW) | Typ                | Status     |
| ------------------- | ------------------- | ------------------ | ---------- |
| Laguna Verde        | 1.640               | Siedewasserreaktor | in Betrieb |

## Wasserkraftwerke
| Name des Kraftwerks | Inst. Leistung (MW) | Fluss         | Status     |
| ------------------- | ------------------- | ------------- | ---------- |
| Aguamilpa           | 960                 | Río Lerma     | in Betrieb |
| Chicoasén           | 2.400               | Río Grijalva  | in Betrieb |
| El Cajón            | 750                 | Río Lerma     | in Betrieb |
| El Caracol          | 600                 | Río Balsas    | in Betrieb |
| Huites              | 440                 | Río Fuerte    | in Betrieb |
| Infiernillo         | 1.120               | Río Balsas    | in Betrieb |
| La Angostura        | 900                 | Río Grijalva  | in Betrieb |
| La Yesca            | 750                 | Río Lerma     | in Betrieb |
| Malpaso             | 1.080               | Río Grijalva  | in Betrieb |
| Peñitas             | 420                 | Río Grijalva  | in Betrieb |
| Zimapán             | 292                 | Río Moctezuma | in Betrieb |

## Windparks
Im Oktober 2015 waren in Mexiko 41 Windparks erfasst. 2020 waren in 14 mexikanischen Bundesstaaten insgesamt 65 Windparks mit insgesamt 3012 Windkraftanlagen in Betrieb. Ende 2020 waren in Mexiko Windkraftwerke mit einer Gesamtleistung von 6,79 GW im Einsatz (2019: 6,22 GW). Zum Stand Oktober 2021 war eine Gesamtleistung von 7,15 GW installiert, die einschließlich der 68 Windparks auf insgesamt 3.175 Windkraftanlagen beruhte. In der Tabelle sind einige der nach installierter Leistung größten Windparks aufgeführt.
| Name des Windparks     | Inst. Leistung (MW) | Anzahl | Status               |
| ---------------------- | ------------------- | ------ | -------------------- |
| Bii Hioxio             | 234                 | 117    | seit 2014 in Betrieb |
| Bii Stinú              | 164                 | 82     | in Betrieb           |
| Eurus                  | 250,5               | 167    | in Betrieb           |
| Pacifico               | 160                 | 80     | in Betrieb           |
| Piedra Larga           | 228                 | 114    | seit 2017 in Betrieb |
| Energía Eólica del Sur | 396                 | 132    | seit 2019 in Betrieb |